# Carmen Ibáñez

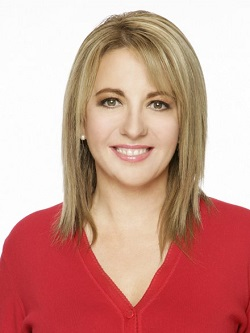
Carmen Ibáñez (2001)

Carmen Ibáñez Soto (* 7. Februar 1959) ist eine chilenische Journalistin und Politikerin.

## Leben
Die Tochter des Politikers Arturo Ibáñez Ceza (1909–1985; MNI) und dessen Lebensgefährtin und späterer zweiten Ehefrau Eliana del Carmen Soto Klauss (1926–1985) studierte soziale Kommunikation. Ihre Eltern starben wenige Monate nach ihrer nachgeholten Hochzeit gemeinsam bei einem Unglück. Carmen Ibáñez arbeitete als Direktorin für Kommunikation bei Radio Agricultura und war Mitarbeiterin des Fernsehsenders La Red und der Zeitschrift Cosas. Von 2002 bis 2006 war sie als Vertreterin des Wahlbezirks Valparaíso, Juan-Fernández-Inseln und Osterinsel Abgeordnete der Alianza por Chile im Congreso Nacional. Sie trat auch zu den Wahlen 2005 und 2009 an, hatte jedoch keinen Erfolg. Vom 11. März 2010 bis zum 31. Januar 2013 amtierte sie als Botschafterin von Chile in Athen. Sie kehrte im Dezember 2012 nach Chile zurück, da sie dreifache Großmutter wurde und Präsident Piñera deshalb um die Abberufung aus Griechenland gebeten hatte. Bis Ende 2013 war sie Mitglied der Partei ihres ersten Mannes, der Renovación Nacional (RN). Nach ihrem Parteiaustritt warf sie der Gruppierung vor, zu sehr von kirchlichen Einflussgruppen dominiert zu werden und inzwischen konservativer als die rechtsnationale UDI geworden zu sein, und kündigte an, sich der von ihrem Sohn mitgegründeten Mitte-Rechts-Partei Amplitud anschließen zu wollen.
Nach einer politischen Auszeit wurde Ibáñez im November 2018 während der zweiten Amtszeit Präsident Piñeras als chilenische Kulturattachée an die chilenische Botschaft in Buenos Aires entsandt. Ihre Berufung stand von Beginn an in der Kritik; noch Mitte 2019 verwahrte sie sich gegen Mutmaßungen, diplomatische Posten würden aufgrund persönlicher Bekanntschaften vergeben. Im Oktober 2019 verließ sie die Mission zusammen mit dem Botschafter Sergio Urrejola vorzeitig, nachdem es Spannungen innerhalb des diplomatischen Personals und mit dem argentinischen Präsidialamt gegeben hatte. 2020 trat sie der Renovación Nacional wieder bei und war 2023 Kandidatin der Partei für die Region Valparaíso bei der Wahl zum chilenischen Verfassungsrat.
Ibáñez war in erster Ehe mit dem RN-Politiker Jorge Domingo Godoy Matte (1922–2013) und in zweiter Ehe mit dem Unternehmer Gonzalo Menéndez (1949–2019) verheiratet und lebte nach ihrer Scheidung im Jahr 2000 mit dem UDI-Politiker Iván Moreira Barros (* 1956) zusammen, einem glühenden Anhänger von Augusto Pinochet, von dem sie sich mittlerweile getrennt hat. Sie hat vier Kinder, darunter Joaquín Godoy Ibáñez (* 1977), der ebenfalls Politiker wurde und bis 2014 der RN angehörte, und María Luisa Godoy (* 1980), die eine bekannte chilenische Fernsehmoderatorin ist. Ibáñez war mit dem chilenischen Staatspräsidenten Sebastián Piñera befreundet und wird von Freunden und in der Öffentlichkeit „das verwöhnte Mädchen“ (La Regalona) genannt.